# Мари Уилсон
Мари Уилсон (англ. Marie Wilson, 19 августа 1916 — 23 ноября 1972) — американская актриса. Она добилась национальной известности благодаря главной роли в комедийном шоу «Моя подруга Ирма». Шоу выходило на CBS Radio с 1947 по 1954 год, а в 1952-54 годах также транслировалось на телевидении. Также было снято два полнометражных кинофильма, «Моя подруга Ирма» (1949) и «Моя подруга Ирма едет на Запад» (1950), где также сыграла Уилсон.

## Биография
Мари Уилсон, имя при рождении Кэтрин Элизабет Уайт, родилась в Анахайме, Калифорния, и начала свою карьеру в Нью-Йорке на бродвейской сцене. С середины 1930-х годов она появилась в пятидесяти фильмах, однако так и осталась известна благодаря образу глупой блондинки из «Моя подруга Ирма». В 1960 году она получила три звезды на Голливудской «Аллее славы», за вклад в развитие радио, кинематографа и телевидения. Уилсон четырежды была замужем. С 1942 по 1950 год была замужем за актёром Алланом Никсоном. В 1951 году вышла замуж за Роберта Фэллона, их брак продлился до смерти актрисы в 1972 году от рака. Уилсон была похоронена на кладбище Голливуд-Хиллз.